# James Harkness
James Harkness (Derby, Derbyshire, 1864 – dezembro de 1923) foi um matemático canadense.

## Vida e obra
Harkness frequentou o Trinity College em Cambridge e foi depois para os Estados Unidos. Esteve de 1888 a 1903 no Bryn Mawr College, a partir de 1896 como professor de matemática. A partir de 1903 foi professor de matemática pura na Universidade McGill em Montreal. 
Foi eleito membro da American Mathematical Society
Trabalhou com Robert Fricke e Wilhelm Wirtinger no artigo Elliptische Funktionen da Encyklopädie der mathematischen Wissenschaften.

## Obras
- com Frank Morley A treatise on the theory of functions, New York, MacMillan 1893
- com Frank Morley Introduction to the theory of analytic functions, 1898